# Afasi Komla
Afasi Komla, né le 15 mai 1980, est un entrepreneur social Ghanéen qui a été impliqué dans des processus de lutte contre la traite des êtres humains, des développements communautaires et des engagements communautaires axés sur la prévention de diverses menaces sociales,,. Il est à la tête du département des opérations et des projets pour Engage Now Africa, une organisation non gouvernementale dont la vision est d'autonomiser les individus, les villages et les communautés par la guérison, le sauvetage et le levage. Komla est le directeur de la division Afrique subsaharienne du projet End Modern Slavery d'Engage Now Africa, qui a pour mission principale de lutter contre les pratiques d'esclavage modernes, le travail forcé, l'exploitation sexuelle et la traite. Il est également membre du comité de gestion qui fournit une orientation stratégique et un leadership au réseau Commonwealth 8.7. 
Il a également planifié et coordonné divers projets pour Alma House, Ensign College of Public Health et Forever Young International. Il est le PDG d'Equity International School à Suhum.

## Enfance et formation
Afasi Komla est né à Suhum dans la région orientale du Ghana le 15 mai 1980. Son père, Daniel Kwame Afasi était un enseignant et sa mère, Felicia Amoako, était une commerçante. Komla a fréquenté l'école primaire Star of Suhum et a terminé ses études en 1995. Il a ensuite poursuivi ses études à l'école technique secondaire de Suhum où il a étudié le bâtiment et la construction. Il a réussi l'examen du certificat d'études secondaires (SSCE) en 1998. Il a obtenu un Baccalauréat en Gestion des Opérations et des Projets en 2012 et a obtenu une Maîtrise en Gestion du Développement en 2016 ; les deux diplômes ont été reçus de l'Institut Ghanéen de Gestion et d'Administration Publique (GIMPA).

## Carrière
Komla a commencé à travailler en tant que directeur des transports pour la mission d'Accra au Ghana de l'Église de Jésus-Christ des Saints des Derniers Jours de 2004 à 2008. Il a également travaillé en tant que coordinateur régional pour Freedom Now Africa de 2019 à 2021. 
Son travail actuel en tant que directeur de projet chez Engage Now Africa a débuté en 2008. En 2021, il a été nommé directeur de la division Afrique subsaharienne de l'organisation End Modern Slavery. 
Afasi Komla est membre du comité de gestion qui fournit une orientation stratégique et un leadership au réseau Commonwealth 8.7. 
Il a travaillé avec des parties prenantes et des leaders d'opinion dans les communautés Ghanéennes sur les pratiques sociales destructrices. L'un de ces engagements est son dialogue de 2020 avec les parties prenantes du sanctuaire de Koti à Tefle-Fodzoku dans la région de la Volta au Ghana sur les pratiques d'esclavage moderne et les moyens d'y remédier. Ce dialogue qui était sous le thème "Les parties prenantes agissent maintenant pour mettre fin à la traite des êtres humains au milieu du Covid-19 au Ghana", faisait partie de la célébration mondiale de la Journée mondiale contre la traite des personnes. L'objectif de cet engagement était d'obtenir des informations de première main des dirigeants communautaires sur leurs pratiques et sur la manière dont Engage Now Africa peut aider à abolir efficacement des pratiques telles que la servitude rituelle (trokosi), la traite des enfants et le travail des enfants. Cette méthode d'engagement adoptée par Komla aurait offert aux organisations qu'il représente des opportunités de rencontrer une population plus large de la communauté et de les sensibiliser aux pratiques culturelles néfastes et à la nécessité de les éradiquer,.
Komla a également travaillé avec des groupes de lutte contre la traite des êtres humains, tant au pays qu'à l'étranger,. En sa qualité de directeur de projets chez Engage Now Africa, son travail dans la prévention et la lutte contre la traite des êtres humains a été couvert par des agences de presse au Ghana, dont Citi Fm,,,,,. Le 23 février 2021, Komla et son équipe de End Modern Slavery, en collaboration avec le Service de Police du Ghana, ont secouru quatre garçons qui avaient été victimes de la traite d'Afram Plains dans la région orientale à Agona Swedru dans la région centrale. Une personne inquiète qui se trouvait à bord du même véhicule qui transportait les victimes a appelé la hotline de End Modern Slavery pour signaler le cas. Citi Fm a rapporté que l'action rapide prise par End Modern Slavery et le service de police du Ghana a conduit à la réussite de la mission de sauvetage et aux victimes réunies avec leurs familles. Le rapport indique également que End Modern Slavery a également fourni des fonds pour soutenir les moyens de subsistance de ces victimes et de leurs familles. 
En octobre 2021, Komla et son équipe de End Modern Slavery et Engage Now Africa ont collaboré avec le service de police du Ghana, l'unité de soutien à la violence domestique et aux victimes (DOVVSU) et le Ministère de la Protection Sociale dans les régions de l'est et du grand Accra du Ghana, pour sauver 14 enfants de la traite des enfants. Après avoir réintégré les victimes dans leurs familles et leurs communautés respectives, End Modern Slavery a inscrit certaines des victimes dans des écoles et a fourni aux autres qui ont choisi d'acquérir des compétences, telles que la menuiserie et la couture, les outils et le financement nécessaires pour leur permettre de démarrer leur propre entreprise. 
Afasi Komla a encouragé les efforts des organisations humanitaires, en particulier Engage Now Africa, pour améliorer les moyens de subsistance des moins privilégiés dans les communautés défavorisées au Ghana et à travers l'Afrique. Il a été inclus dans des reportages pour avoir dirigé les directives visant à sauver les victimes d'abus, de travail forcé et d'autres formes de mauvais traitements,,. L'un de ces exemples est le rôle qu'il a joué dans l'arrestation et la condamnation d'un imam qui a profané une fille de 12 ans. Cet incident s'est produit à Kwahyia dans la région orientale du Ghana, dans un village appelé Mameng. End Modern Slavery a aidé à signaler ce cas au commandement de la police de l'Unité de Violence Domestique et de Soutien aux Victimes (DOVVSU) à Suhum, ce qui a conduit à l'arrestation de l'accusé et à la condamnation du coupable à 10 ans d'emprisonnement avec travaux forcés. Cette affaire a été présidée par Sa Seigneurie, la juge Effia Addison à la Cour de circuit de Suhum le 10 mars 2021.

## Vie privée
Afasi Komla est marié à Lydia Ohenewah Afasi-Komla. Ils ont 5 enfants. Il est un membre actif de l'Église de Jésus-Christ des Saints des Derniers Jours.